# Mizuno Tadakuni
Pour les articles homonymes, voir Mizuno (homonymie).
Mizuno Tadakuni est un nom japonais traditionnel ; le nom de famille (ou le nom d'école), Mizuno, précède donc le prénom (ou le nom d'artiste).
Mizuno Tadakuni (水野 忠邦, 19 juillet 1794- 12 mars 1851) est un daimyō de la fin de l'époque d'Edo du Japon, qui sert plus tard de conseiller ancien en chef (rōjū) au service du shogunat Tokugawa. Il est connu pour avoir mis en place les réformes Tenpō.

## Biographie
Mizuno Tadakuni est le deuxième fils de Mizuno Tadaaki, daimyō du domaine de Karatsu. Comme son frère aîné meurt à un âge précoce, Tadakuni devient héritier en 1805 puis est présenté au shogun Tokugawa Ienari et au futur shogun Tokugawa Ieyoshi lors d'une audience formelle en 1807. En 1812, à la retraite de son père, il prend la tête du clan Mizuno et devient daimyō de Karatsu. Il entre au service du shogunat Tokugawa comme sōshaban (maître des cérémonies) au château d'Edo en 1816. Cependant, face aux difficultés croissantes quant au maintien de l'ordre dans le port de commerce étranger de Nagasaki, en 1817, Tadakuni demande à être transféré du domaine Karatsu au plus petit domaine de Hamamatsu dans la province de Tōtōmi. Bien que les deux domaines sont classés officiellement à 70 000 koku, le domaine de Karatsu dispose d'un revenu effectif de 253 000 koku contre seulement 153 000 koku pour celui d'Hamamatsu. En conséquence, ce transfert est accueilli avec indignation et incrédulité par ses principaux obligés, entraînant le suicide par seppuku de son conseiller principal, mais Tadakuni n'en est pas dissuadé. La même année, il reçoit au sein de l'administration shogunale, le poste de jisha-bugyō (« commissaire des sanctuaires et des temples »).
En 1825, Tadakuni est élevé au poste d'Osaka jōdai (« châtelain d'Osaka »), accompagné d'une promotion au 4e rang inférieur à la cour. L'année suivante, en 1826, il devient Kyoto shoshidai, représentant officiel du shogunat auprès de la cour à Kyoto. Son titre de courtoisie est changé de Izumi-no-kami pour celui de Echizen-no-kami. En 1828, Tadakuni devient rōju. Il monte régulièrement les rangs de rōjū pour devenir rōjū senior en 1839.
En tant que rōjū, Mizuno Tadakuni exerce une énorme puissance politique, et tente de réformer les finances du shogunat et les contrôles sociaux à la suite de la grande famine Tenpō de 1832-1836 par le passage de nombreuses lois somptuaires appelées « réformes Tenpō ». La réforme essaye de stabiliser l'économie, par un retour à la frugalité, à la simplicité et à la discipline qui caractérisaient le début de la période Edo en interdisant la plupart des formes de divertissement et d'expositions de richesse. Cela se révèle extrêmement impopulaire auprès de la population. Une autre partie des réformes comprend l'Agechi-rei qui prévoit que les daimyōs résidant à proximité d'Edo et d'Osaka abandonnent leurs exploitations pour des quantités égales de terres ailleurs, consolidant ainsi le contrôle des Tokugawa sur ces domaines stratégiquement vitaux. Cependant, ce projet se montre aussi grandement impopulaire parmi les daimyōs de tous grades et niveaux de revenu. L'échec général des réformes entraîne la perte de faveur de Tadakuni. Pour compliquer encore sa situation future, en mai 1844, le château d'Edo est détruit par le feu. Le 22 février 1845 il est relevé de sa position au gouvernement, et le 2 septembre 1845, il est exilé au domaine de Yamagata dans la province de Dewa, où il reste jusqu'à sa mort. Il meurt le 12 mars 1851, cinq jours avant qu'il ne soit informé de sa libération. Son fils Mizuno Tadakiyo lui succède, qui devient également une importante figure de la fin du shogunat Tokugawa.
Mizuno Tadakuni est marié à une fille de Sakai Tadayuki, un wakadoshiyori et daimyō du domaine d'Obama.

## Source de la traduction
- (en) Cet article est partiellement ou en totalité issu de l’article de Wikipédia en anglais intitulé « Mizuno Tadakuni » (voir la liste des auteurs).